# 1994-es Formula–1 európai nagydíj
Az európai nagydíj volt az 1994-es Formula–1 világbajnokság tizennegyedik futama.

## Futam
Az európai nagydíj előtt Schumacher előnye egy pontra csökkent Hillel szemben. Jerezben a német egy győzelemmel tért vissza, mögötte Hill második lett. Miután befejeződött a CART bajnokság, Mansell átvette Coulthard helyét a szezon végéig.
| Helyezés | #  | Versenyző              | Csapat/Motor      | Futott körök | Idő/Kiesés oka | Rajthely | Pontszám |
| -------- | -- | ---------------------- | ----------------- | ------------ | -------------- | -------- | -------- |
| 1        | 5  | Michael Schumacher     | Benetton-Ford     | 69           | 1:40:27,3      | 1        | 10       |
| 2        | 0  | Damon Hill             | Williams-Renault  | 69           | +24,689        | 2        | 6        |
| 3        | 7  | Mika Häkkinen          | McLaren-Peugeot   | 69           | +1:09,648      | 9        | 4        |
| 4        | 15 | Eddie Irvine           | Jordan-Hart       | 69           | +1:18,446      | 10       | 3        |
| 5        | 28 | Gerhard Berger         | Ferrari           | 68           | +1 kör         | 6        | 2        |
| 6        | 30 | Heinz-Harald Frentzen  | Sauber-Mercedes   | 68           | +1 kör         | 4        | 1        |
| 7        | 3  | Katajama Ukjó          | Tyrrell-Yamaha    | 68           | +1 kör         | 13       |          |
| 8        | 25 | Johnny Herbert         | Ligier-Renault    | 68           | +1 kör         | 7        |          |
| 9        | 26 | Olivier Panis          | Ligier-Renault    | 68           | +1 kör         | 11       |          |
| 10       | 27 | Jean Alesi             | Ferrari           | 68           | +1 kör         | 16       |          |
| 11       | 10 | Gianni Morbidelli      | Footwork-Ford     | 68           | +1 kör         | 8        |          |
| 12       | 14 | Rubens Barrichello     | Jordan-Hart       | 68           | +1 kör         | 5        |          |
| 13       | 4  | Mark Blundell          | Tyrrell-Yamaha    | 68           | +1 kör         | 14       |          |
| 14       | 24 | Michele Alboreto       | Minardi-Ford      | 67           | +2 kör         | 20       |          |
| 15       | 23 | Pierluigi Martini      | Minardi-Ford      | 67           | +2 kör         | 17       |          |
| 16       | 11 | Alessandro Zanardi     | Lotus-Mugen-Honda | 67           | +2 kör         | 21       |          |
| 17       | 9  | Christian Fittipaldi   | Footwork-Ford     | 66           | +3 kör         | 19       |          |
| 18       | 12 | Éric Bernard           | Lotus-Mugen-Honda | 66           | +3 kör         | 22       |          |
| 19       | 32 | Domenico Schiattarella | Simtek-Ford       | 64           | +5 kör         | 26       |          |
| Kiesett  | 2  | Nigel Mansell          | Williams-Renault  | 47           | Kicsúszás      | 3        |          |
| Kiesett  | 31 | David Brabham          | Simtek-Ford       | 42           | Motorhiba      | 25       |          |
| Kiesett  | 29 | Andrea de Cesaris      | Sauber-Mercedes   | 37           | Gázadagoló     | 18       |          |
| Kiesett  | 20 | Eric Comas             | Larrousse-Ford    | 37           | Generátor      | 23       |          |
| Kiesett  | 6  | Jos Verstappen         | Benetton-Ford     | 15           | Kicsúszás      | 12       |          |
| Kiesett  | 19 | Hideki Noda            | Larrousse-Ford    | 10           | Váltó          | 24       |          |
| Kiesett  | 8  | Martin Brundle         | McLaren-Peugeot   | 8            | Motorhiba      | 15       |          |
| NK       | 34 | Bertrand Gachot        | Pacific-Ilmor     |              |                |          |          |
| NK       | 33 | Paul Belmondo          | Pacific-Ilmor     |              |                |          |          |

## A világbajnokság élmezőnyének állása a verseny után
| H  | Versenyzők         | Pont | H  | Konstruktőrök    | Pont |
| -- | ------------------ | ---- | -- | ---------------- | ---- |
| 1. | Michael Schumacher | 86   | 1. | Benetton-Ford    | 97   |
| 2. | Damon Hill         | 81   | 2. | Williams-Renault | 95   |
| 3. | Gerhard Berger     | 35   | 3. | Ferrari          | 60   |
| 4. | Mika Häkkinen      | 26   | 4. | McLaren-Peugeot  | 38   |
| 5. | Jean Alesi         | 19   | 5. | Jordan-Hart      | 23   |

## Statisztikák
Vezető helyen:
- Damon Hill: 19 (1-17 / 33-34)
- Michael Schumacher: 50 (18-32 / 35-69)

Michael Schumacher 10. győzelme, 5. pole-pozíciója, 14. leggyorsabb köre, 4. mesterhármasa (gy, pp, lk)
- Benetton 15. győzelme.

Andrea de Cesaris 214., utolsó versenye.